# Permanent Sleep
Permanet Sleep — дебютний студійний альбом, шотландського, пост-панк-гурту, Lowlife, що вийшов в серпні 1986, року, на лейблі Nightschift. Альбом насичений готичною сумішшю, з насиченим дорім-поповим звучанням.

## Список композицій
- Cowards Way—3:54
- As It Happenes—5:04
- Mother Tongue—3:14
- Wild Swan—4:40
- Permanent Sleep—4:00
- A Year Past July—3:37
- The Betting and Gaming Act 1964—3:36
- Do We Party—4:34